# Gran Premio de Suecia de Motociclismo de 1958
El Gran Premio de Suecia de Motociclismo de 1958 fue la quinta prueba de la temporada 1958 del Campeonato Mundial de Motociclismo. El Gran Premio se disputó el 26 y 27 de julio de 1958 en Hedemora TT Circuit.

## Resultados 500cc
En ausencia del campeón mundial John Surtees y de su compañero de equipo John Hartle, Geoff Duke ganó la carrera de 500cc con su Norton 30M pero con tan solo cuatro décimas por delante de Dickie Dale con la BMW RS 54. Fue la última victoria de la Copa del Mundo en la carrera de Duke y subió seis lugares en la clasificación general del Mundial.
| Pos.     | Piloto           | Moto      | Tiempo/Retirado | Puntos |
| -------- | ---------------- | --------- | --------------- | ------ |
| 1        | Geoff Duke       | Norton    | 1h 19' 04" 3    | 8      |
| 2        | Dickie Dale      | BMW       | +0" 4           | 6      |
| 3        | Terry Shepherd   | Norton    | +1' 03" 7       | 4      |
| 4        | Gary Hocking     | Norton    | +1' 06" 6       | 3      |
| 5        | Ernst Hiller     | BMW       | +1' 28" 7       | 2      |
| 6        | Bob Brown        | Norton    | +2' 30" 3       | 1      |
| 7        | Paddy Driver     | Norton    | +2' 34" 1       |        |
| 8        | Tom Phillis      | Norton    | +2' 34" 3       |        |
| 9        | Jim Redman       | Norton    | + 1 Vuelta      |        |
| 10       | Michael O'Rourke | Norton    | + 1 Vuelta      |        |
| 11       | Kuno Johansson   | Norton    | + 1 Vuelta      |        |
| 12       | Bob Anderson     | Norton    | + 2 Vueltas     |        |
| 13       | Sven Andersson   | Norton    | + 2 Vueltas     |        |
| 14       | Jack Ahearn      | Matchless | + 2 Vueltas     |        |
| 15       | Evert Carlsson   | BMW       | + 3 Vueltas     |        |
| Ret      | John Hempleman   | Norton    | Ret             |        |
| Ret      | Alan Trow        | Norton    | Ret             |        |
| Ret      | Bob Anderson     | Norton    | Ret             |        |
| Ret      | Gerardo Düring   | Matchless | Ret             |        |
| Sources: |                  |           |                 |        |

## Resultados 350cc
El sábado, Geoff Duke con su Norton 40M ya ganó la carrera de 350cc aprovehcnado la ausencia de las MV Agusta. El segundo hombre en el podio fue Bob Anderson y el tercero Mike Hailwood también subieron mucho en la general del Mundial.
| Pos. | Piloto           | Moto   | Tiempo/Retirado | Puntos |
| ---- | ---------------- | ------ | --------------- | ------ |
| 1    | Geoff Duke       | Norton | 1h 09' 49" 1    | 8      |
| 2    | Bob Anderson     | Norton |                 | 6      |
| 3    | Mike Hailwood    | Norton |                 | 4      |
| 4    | Alan Trow        | Norton |                 | 3      |
| 5    | Geoff Monty      | Norton |                 | 2      |
| 6    | Michael O'Rourke | Norton |                 | 1      |
| 7    | John Hempleman   | Norton |                 |        |
| 8    | Jack Ahearn      | AJS    |                 |        |
| 9    | Peter Ferbrache  | Norton |                 |        |
| 10   | Fritz Kläger     | Horex  |                 |        |
| 11   | Sven Andersson   | Norton |                 |        |
| 12   | Tom Phillis      | Norton |                 |        |
| 13   | Heinz Kauert     | AJS    |                 |        |
| 14   | Terry Shepherd   | AJS    |                 |        |
| 15   | Bob Brown        | AJS    |                 |        |
| Ret  | Dave Chadwick    | Norton | Ret             |        |
| Ret  | Gary Hocking     | Norton | Ret             |        |
| Ret  | Geoffrey Tanner  | Norton | Ret             |        |
| Ret  | Olle Nygren      | AJS    | Ret             |        |

## Resultados 250cc
Si Tarquinio Provini hubiera ganado la carrera de 250cc, ya habría ganado el título mundial. Empezó haciendo la vuelta más rápida pero tuvo que ir al box por problemas en el cambio. Siguió la carrera pero terminó noveno. Esto permitió que Horst Fügner ganara con la MZ RE 250 por delante de Mike Hailwood (NSU Sportmax) y Geoff Monty con su artesnaa GMS "Geoff Monty Special".
| Pos. | Piloto              | Moto      | Tiempo/Retirado | Puntos |
| ---- | ------------------- | --------- | --------------- | ------ |
| 1    | Horst Fügner        | MZ        | 51' 45" 5       | 8      |
| 2    | Mike Hailwood       | NSU       | +1' 31" 3       | 6      |
| 3    | Geoff Monty         | GMS       | +2' 31" 8       | 4      |
| 4    | Günter Beer         | Adler     | +1 Vuelta       | 3      |
| 5    | Josef Autengruber   | NSU       |                 | 2      |
| 6    | Wilhelm Lecke       | DKW       |                 | 1      |
| 7    | Hubert Luttenberger | Adler     |                 |        |
| 8    | Fritz Kläger        | NSU       |                 |        |
| 9    | Tarquinio Provini   | MV Agusta |                 |        |
| 10   | Sigfried Lohmann    | Adler     |                 |        |
| 11   | Ludwig Malchus      | NSU       |                 |        |
| Ret  | Dickie Dale         | NSU       | Ret             |        |
| Ret  | Carlo Ubbiali       | MV Agusta | Ret             |        |
| Ret  | Ersnt Degner        | MZ        | Ret             |        |

## Resultados 125cc
Al igual que Tarquinio Provini en la clase de 250cc, Carlo Ubbiali ya podría convertirse en campeón mundial si ganaba en el octavo de litro. Sin embargo, el circuito de Hedemora parecía adaptarse a las Ducati 125 Trialbero. Gianni Degli Antoni ya había ganado con esa máquina en 1956 y esta vez fueron Alberto Gandossi y Luigi Taveri quienes llegaron por delante de Ubbiali. Con esta victoria, Gandossi y Provini veían ampliadas sus posibilidades de ganar el título.
| Pos. | Piloto            | Moto      | Tiempo/Retirado | Puntos |
| ---- | ----------------- | --------- | --------------- | ------ |
| 1    | Alberto Gandossi  | Ducati    | 44' 30" 7       | 8      |
| 2    | Luigi Taveri      | Ducati    | +0" 2           | 6      |
| 3    | Carlo Ubbiali     | MV Agusta | +13" 2          | 4      |
| 4    | Tarquinio Provini | MV Agusta | +1' 13" 9       | 3      |
| 5    | Ernst Degner      | MZ        |                 | 2      |
| 6    | Horst Fügner      | MZ        |                 | 1      |
| 7    | Bengt Nicklasson  | Ducati    | +3 Vueltas      |        |
| 8    | Bill Webster      | MV Agusta | +3 Vueltas      |        |
| 9    | Len Tinker        | MV Agusta | +3 Vueltas      |        |
| 10   | Leif Smedh        | Montesa   | +4 Vueltas      |        |
| 11   | Lennart Lindell   | HWL       |                 |        |
| Ret  | Remolo Ferri      | Ducati    | Ret             |        |